# Hvalur

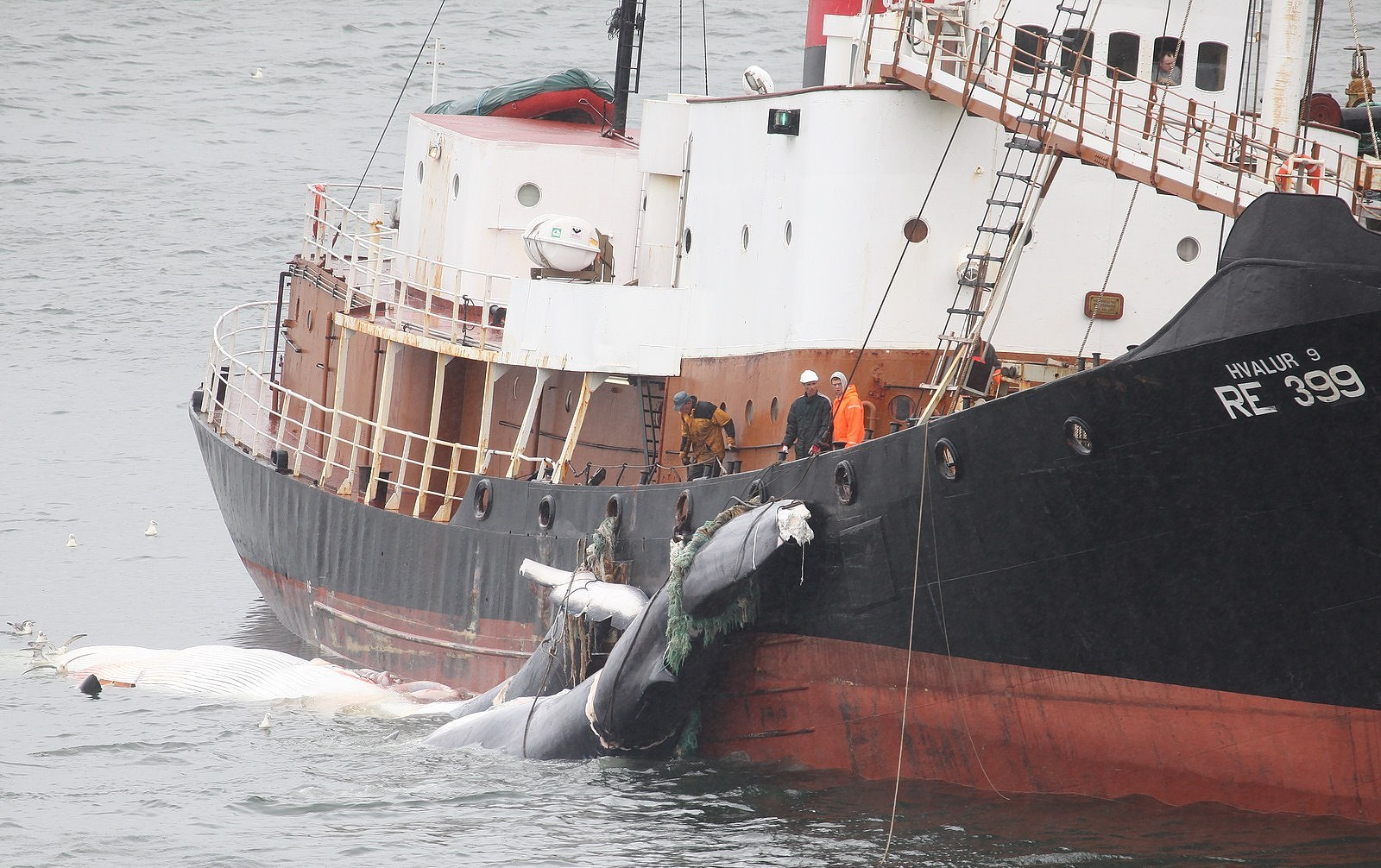
Getötete Finnwale an Steuerbord des isländischen Walfängers Hvalur 9 der Hvalur hf. im Hvalfjörður 2009

Hvalur hf. ist ein isländisches Walfangunternehmen aus dem Hvalfjörður („Walfjord“). Es ist das einzige Unternehmen Islands, das die bedrohten Finnwale jagt. Es hat seine Walfang-Aktivitäten nach einer Unterbrechung von 2019 bis 2021 im Jahre 2022 wieder aufgenommen.

## Name
Hvalur ist das isländische Wort für Wal, hf. ist das Kürzel für Hlutafélag, eine Aktiengesellschaft nach isländischem Recht.

## Geschichte
1948 gründete der Vater des heutigen Firmeneigners Kristján Loftsson das Unternehmen. Kristján Loftsson stieg in den Familienbetrieb 1956 im Alter von 13 Jahren ein.
Ab 1978 versuchte Greenpeace mit ihrem Schiff Rainbow Warrior I, die isländischen Walfangboote von Hvalur hf. zu stören. 1979 schossen Hvalur-Schiffe Harpunen über die protestierenden Naturschützer. Island begann im Zuge der anhaltenden Proteste damit, seiner Walfangflotte mit seiner Küstenwache Begleitschutz zu geben.
Im November 1986 versenkten zwei Aktivisten der Sea Shepherd Conservation Society die zu dem Zeitpunkt unbemannten Walfänger Hvalur 6 und Hvalur 7 im Hafen von Reykjavík und sabotierten die Walverarbeitungs-Anlagen am Hvalfjörður.

## Tätigkeit

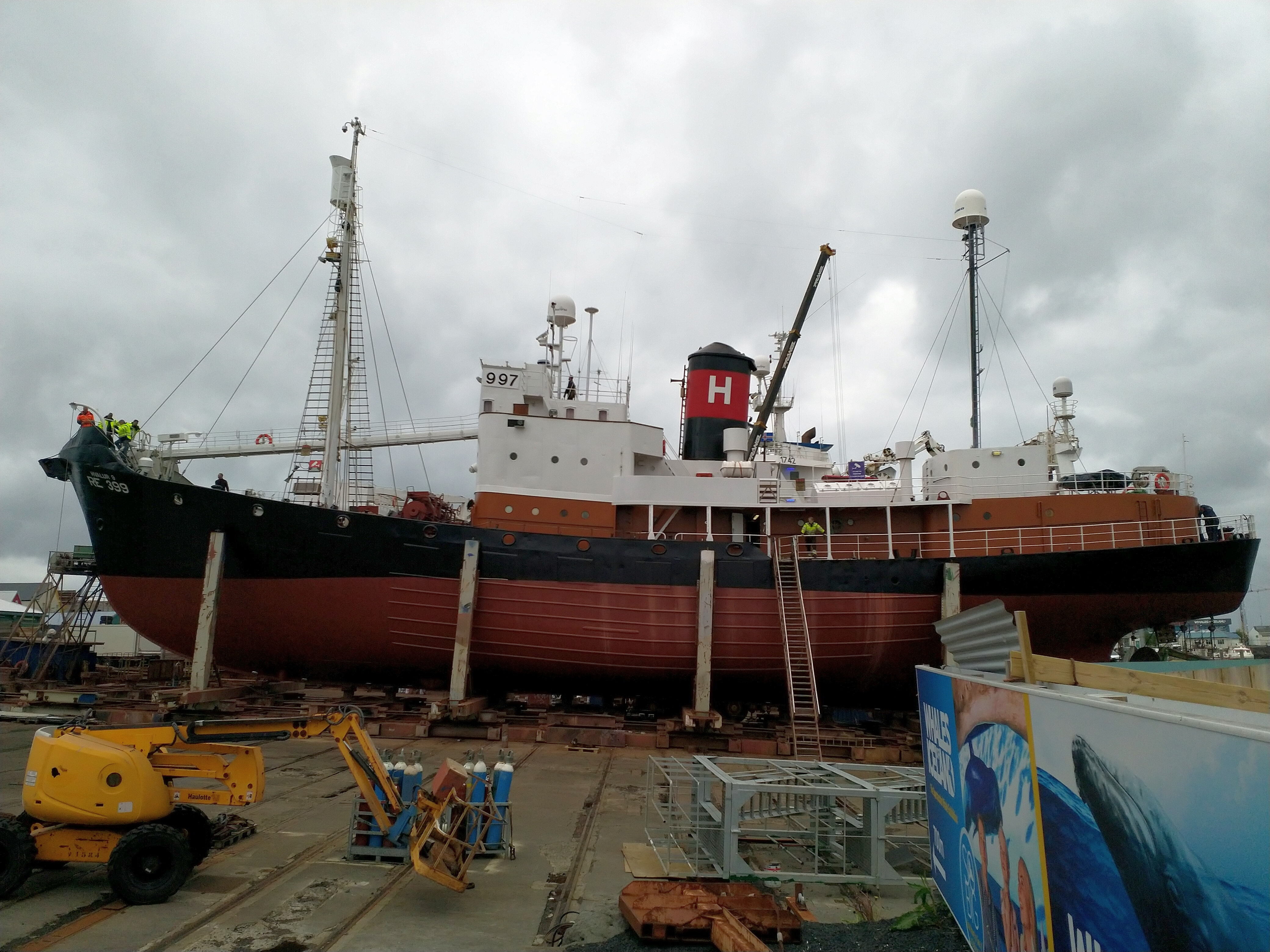
Der Walfänger Hvalur 9, ein Dampfschiff, wird 2018 in Reykjavík für den Einsatz vorbereitet

Dem Unternehmen gehören mehrere Walfänger. Verwendet werden Harpunen mit Sprengladungen am Kopf, die in dem Tier explodieren.
2014 wurde von Pro Wildlife berichtet, dass Hvalur hf. über 40 Prozent der Anteile von HB Grandi halte, einem der größten Fischereiunternehmen Islands, und dass dieses die von Hvalur gefangenen Finnwale verarbeite. HB Grandi heißt inzwischen Brim.
Das Unternehmen exportiert das verarbeitete Fleisch der Finnwale primär nach Japan. Nach dem schweren Erdbeben auf Japan im Jahr 2011 brach das Geschäft zusammen und das Unternehmen stellte zeitweise den Fang ein. Seit Juni 2013 ging der Fang jedoch weiter. In den Jahren 2019 und 2020 wurde die Fangsaison abgesagt. Auch 2021 wurden vor Island keine Wale gefangen. 2022 hat Hvalur den Walfang wieder aufgenommen.